# درسة شامية
دُرَّسَة شامية أو دُرَّسَة رمداء أو صُفْراية الشعير السورية (الاسم العلمي: Emberiza cineracea) (بالإنجليزية: Cinereous Bunting)‏، هو طائر ينتمي إلى عنبريات (فصيلة: Emberizidae).

## الموطن
موطنه بلاد الشرق الأدنى أخصها إيران وسورية ولبنان.

## الوصف
طوله نحو ١٧ سم وبسطته نحو ٢٠ سم. ثوبه إلى الصفار الأرمد المُوَاج. رأسه وعنقه إلى الصفرة الخضراء تعلوها مُشحَة بنية. رداؤه وظهره وعجزه إلى الخضار الأصفر الحنطي المُوَاج. جناحاه إلى الربدة الطحلاء الحنطية. ذنبه إلى الخضار الأسمر يحوقه وشمٌ أبيض. زَوْرُه وصدره وبطنه وأيطلاه إلى الصفار الأرمد يعلوه في الصدر ترقيط أسمر. عيناه مطوقتان بالأصفر. حدقة عينه كستنية اللون. منقاده ورسغاه إلى السمرة. الأنثى أصغر قدًا من الذكر وأدكن ثوبًا منه.

## السلوك والغذاء
يألف السهول والجبال والأدغال والمراعي والرياض. قوته الحشرات وأساريعهها ويرقاتها والديدان والبزور البرية.

## التكاثر
يدثّن عشه في الأدغال والسياجات على ارتفاع ٤٠ أو ٦٠ سم عن سطح التربة. الأنثى تحضن من مرتين إلى ثلاثة في العام. حضنتها نحو ٤ بيضات ترخمها بمناوبة الذكر نحو ١٣ يومًا.

## النفع
يعد من العصافير النافعة قليلة الأذى.